# Coppa Italia 1958
Jedenáctý ročník Coppa Italia (italského fotbalového poháru) se konal od 7. června do 4. listopadu 1958. Turnaj vyhrálo Lazio, které ve finále porazilo Fiorentinu 1:0. Nejlepším střelcem se stal brazilský hráč Humberto Tozzi (Lazio), který vstřelil 11 branek.

## Účastníci

### Serie A
- Alessandria
- Benátky
- Biellese
- Boloňa
- Brescia
- Carbosarda
- Como
- Fiorentina
- Inter
- Janov
- Juventus
- Lazio
- Marzotto Valdagno
- Milán
- Neapol
- Padova
- Palermo
- Prato
- Pro Vercelli
- Reggiana
- Řím
- Sampdoria
- Sarom Ravenna
- Siena
- Simmenthal-Monza
- SPAL
- Triestina
- Turín
- Udinese
- Lanerossi Vicenza
- Vigevano
- Zenit Modena

## Zápasy

### Skupinová fáze
Skupinová fáze se odehrála na konci fotbalové sezóny 1957/58 a nahradilo šestnáctifinále a osmifinále. Vítězové skupin se kvalifikovali jak do čtvrtfinále tohoto ročníku, tak i do osmifinále následujícího ročníku. Hrálo se systémem každý s každým ve skupině doma – venku.
| Skupina A | Skupina A    | Skupina A | Skupina B | Skupina B   | Skupina B | Skupina C | Skupina C        | Skupina C | Skupina D | Skupina D         | Skupina D |
| Pořadí    | Klub         | Body      | Pořadí    | Klub        | Body      | Pořadí    | Klub             | Body      | Pořadí    | Klub              | Body      |
| 1.        | Juventus     | 11        | 1.        | Sampdoria   | 10        | 1.        | Milán            | 11        | 1.        | Padova            | 8         |
| 2.        | Turín        | 7         | 2.        | Janov       | 9         | 2.        | Inter            | 7         | 2.        | Lanerossi Vicenza | 6         |
| 3.        | Biellese     | 3         | 3.        | Alessandria | 3         | 3.        | Simmenthal-Monza | 4         | 3.        | Brescia           | 6         |
| 4.        | Pro Vercelli | 3         | 4.        | Vigevano    | 2         | 4.        | Como             | 2         | 4.        | Benátky           | 4         |

Poznámky
- za výhru 2 body, za remízu 1 bod, za prohru 0 bodů.

|  | Postup do čtvrtfinále |

| Skupina E | Skupina E         | Skupina E | Skupina F | Skupina F    | Skupina F | Skupina G | Skupina G  | Skupina G | Skupina H | Skupina H | Skupina H |
| Pořadí    | Klub              | Body      | Pořadí    | Klub         | Body      | Pořadí    | Klub       | Body      | Pořadí    | Klub      | Body      |
| 1.        | Marzotto Valdagno | 10        | 1.        | Boloňa       | 9         | 1.        | Fiorentina | 12        | 1.        | Lazio     | 10        |
| 2.        | Triestina         | 7         | 2.        | Reggiana     | 8         | 2.        | Siena      | 6         | 2.        | Řím       | 7         |
| 3.        | Udinese           | 5         | 3.        | SPAL         | 6         | 3.        | Prato      | 4         | 3.        | Palermo   | 5         |
| 4.        | Sarom Ravenna     | 2         | 4.        | Zenit Modena | 1         | 4.        | Carbosarda | 2         | 4.        | Neapol    | 2         |

Poznámky
- za výhru 2 body, za remízu 1 bod, za prohru 0 bodů.

|  | Postup do čtvrtfinále |

### Čtvrtfinále
Zápasy byly na programu 6. a 7. září 1958.
| Domácí     | Výsledek     | Hosté             |
| ---------- | ------------ | ----------------- |
| Milán      | 2:4          | Boloňa            |
| Lazio      | 2:1          | Marzotto Valdagno |
| Fiorentina | 2:1          | Padova            |
| Sampdoria  | 2:3 (prodl.) | Juventus          |

### Semifinále
Zápasy byly na programu 13. a 14. září 1958.
| Domácí     | Výsledek | Hosté    |
| ---------- | -------- | -------- |
| Fiorentina | 4:2      | Boloňa   |
| Lazio      | 2:0      | Juventus |

### Zápasy o umístění

#### O 5.–8. místo
Zápasy byly na programu 13. a 14. září 1958.
| Domácí    | Výsledek | Hosté             |
| --------- | -------- | ----------------- |
| Milán     | 8:1      | Padova            |
| Sampdoria | 9:0      | Marzotto Valdagno |

#### O 7.–8. místo
Zápas byl na programu 8. října 1958.
| Domácí | Výsledek          | Hosté             |
| ------ | ----------------- | ----------------- |
| Padova | 2:2 (4:5 na pen.) | Marzotto Valdagno |

#### O 5.–6. místo
Zápas byl na programu 4. listopadu 1958.
| Domácí | Výsledek | Hosté     |
| ------ | -------- | --------- |
| Milán  | 0:1      | Sampdoria |

#### O 3.–4. místo
Zápas byl na programu 15. října 1958.
| Domácí   | Výsledek          | Hosté  |
| -------- | ----------------- | ------ |
| Juventus | 3:3 (4:4 na pen.) | Boloňa |

- Boloňa se umístila na 3. místě díky vítězství hodu mincí.

### Finále
| 24. 9. 1958 17:00 |        |            |                                                         |
| Lazio             | 1 : 0  | Fiorentina | Stadio Olimpico, Řím, Itálie rozhodčí: Gennaro Marchese |
| Prini 30'         | Report |            | Stadio Olimpico, Řím, Itálie rozhodčí: Gennaro Marchese |

|                   |    |                  |  |
|                   |    |                  |  |
|                   | 1  | Roberto Lovati   |  |
|                   | 2  | Nicola Lo Buono  |  |
|                   | 3  | Francesco Janich |  |
|                   | 4  | Franco Carradori |  |
|                   | 5  | Umberto Pinardi  |  |
|                   | 6  | Ugo Pozzan       |  |
|                   | 7  | Claudio Bizzarri |  |
|                   | 8  | Carlo Tagnin     |  |
|                   | 9  | Humberto Tozzi   |  |
|                   | 10 | Egidio Fumagalli |  |
|                   | 11 | Maurilio Prini   |  |
| Trenér:           |    |                  |  |
| Fulvio Bernardini |    |                  |  |

|                |    |                     |  |
|                |    |                     |  |
|                | 1  | Giuliano Sarti      |  |
|                | 2  | Enzo Robotti        |  |
|                | 3  | Sergio Castelletti  |  |
|                | 4  | Giuseppe Chiappella |  |
|                | 5  | Sergio Cervato      |  |
|                | 6  | Armando Segato      |  |
|                | 7  | Kurt Hamrin         |  |
|                | 8  | Francisco Lojacono  |  |
|                | 9  | Miguel Montuori     |  |
|                | 10 | Guido Gratton       |  |
|                | 11 | Paolo Morosi        |  |
| Trenér:        |    |                     |  |
| Lajos Czeizler |    |                     |  |

## Vítěz
| Coppa Italia Vítěz pro rok 1958 |
| ------------------------------- |
| SS Lazio                        |
|                                 |